# Anolis vescus
Anolis vescus (пуріальський чагарниковий аноліс) — вид ігуаноподібних ящірок родини анолісових (Dactyloidae). Ендемік Куби.

## Поширення і екологія
Пуріальські чагарникові аноліси відомі з типової місцевості, розташованої на горі Сьєрра-де-Пуріал в муніципалітеті Іміас провінції Гуантанамо на сході Куби. Вони живуть в залишах тропічних лісів, оточених садами.